# Konrad Zöllner von Rotenstein

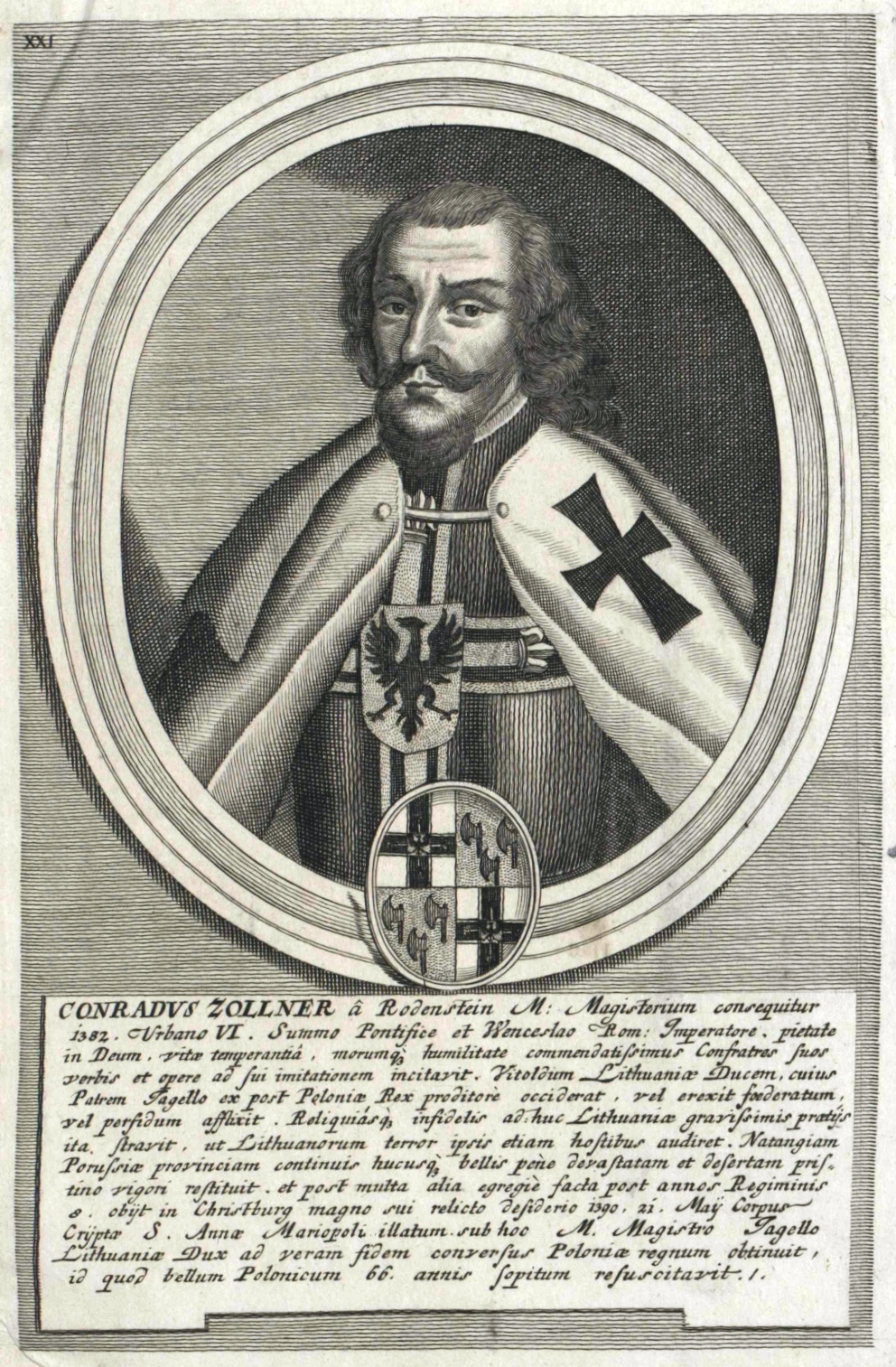
Konrad Zöllner von Rotenstein

Hochmeisterwappen Konrad Zöllners

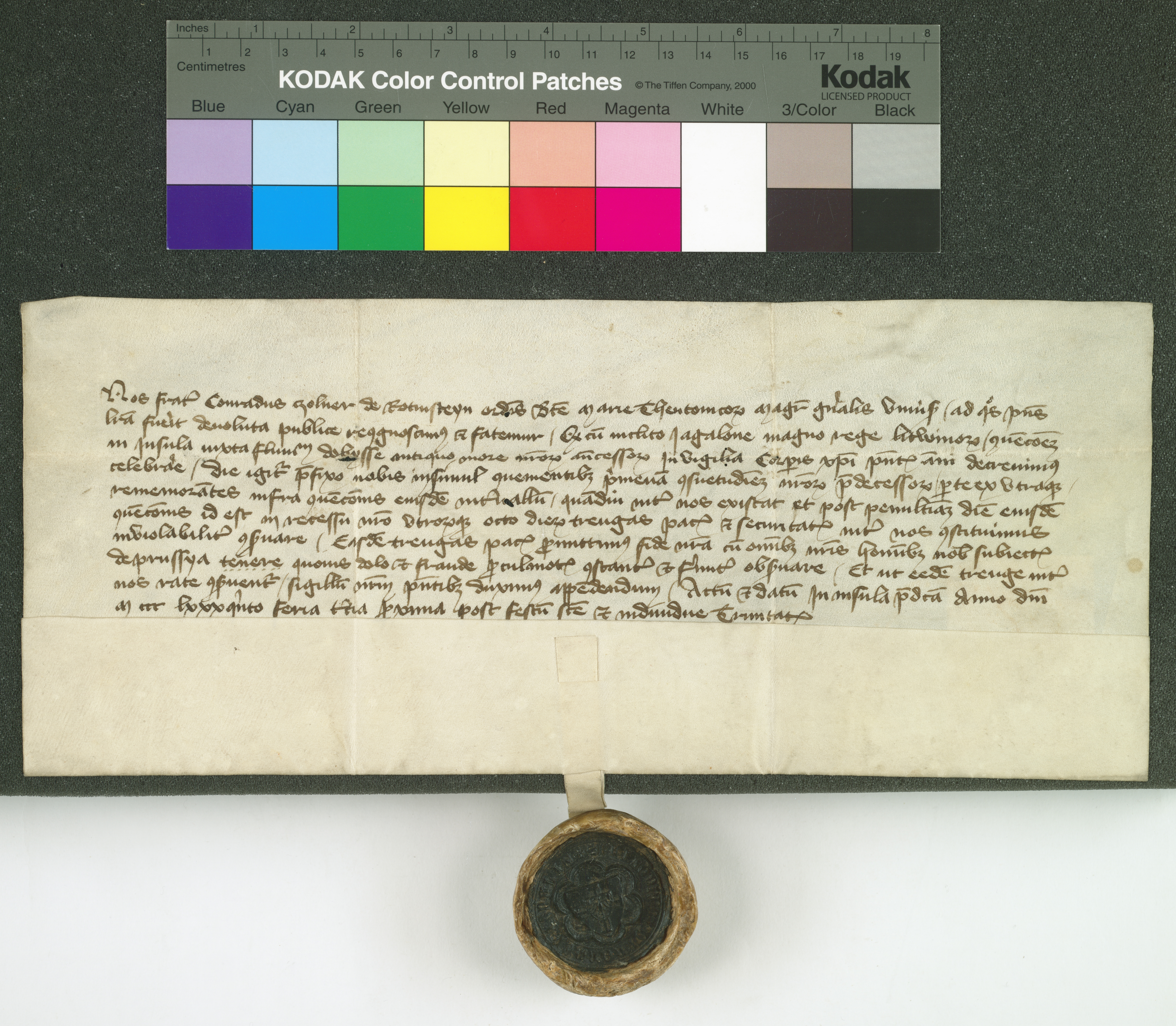
Konrad Zöllner von Rotenstein schließt Waffenstillstand mit Władysław II. Jagiełło, 1385

Konrad Zöllner von Rotenstein (* um 1325 vermutlich in Birkenfeld (Haßberge); † 20. August 1390 in Christburg) war von 1382 bis 1390 der 23. Hochmeister des Deutschen Ordens.  Sein Name wird auch in den Varianten „Conrad“, „Zollner“ und „Rot(t)enstein“ geschrieben. Die Zollner von Rottenstein sind ein nach der ehemaligen Burg Rottenstein benanntes fränkisches Rittergeschlecht.

## Leben
Konrad wurde 1353 Pfleger von Preußisch Mark und 1368 Komtur von Danzig. 1372 wurde er oberster Trappier und Komtur von Christburg. Obwohl er nicht mit einflussreichen Ordensrittern in engerer Verbindung stand und ohne politische Erfahrung war, wurde Konrad nach dem Tod des Hochmeisters Winrich von Kniprode am 5. Oktober 1382 zum Hochmeister gewählt. Sein Hauptanliegen war es, sich der inneren Probleme des Landes anzunehmen. Den Befehl über die Truppen und den Krieg mit dem Großfürstentum Litauen überließ er Konrad von Wallenrode, der zum Ordensmarschall und Komtur von Königsberg ernannt wurde. 1383 scheitert die mit großem Aufwand vorbereitete Taufe der litauischen Großfürsten.
Konrad reformierte die Verwaltungseinheiten von Preußen, unterstützte die Erschließung unbesiedelter Gebiete und versuchte die Gründung einer Universität in Kulm, die jedoch 1387 scheiterte. Er verlieh Passenheim 1386 das Stadtrecht. In seiner Eigenschaft als Finanzfachmann galt sein Augenmerk wie schon seinem Vorgänger dem weiteren Kampf gegen Zinswucher. 1386 erfolgte eine erneute Senkung des Höchstzinssatzes von 10 % auf 8,33 %; Zuwiderhandlungen wurden mit dem Einzug des Kapitals bestraft.
Ab 1386 verschlechterte sich die außenpolitische Großwetterlage durch die Union von Polen-Litauen, die gleichzeitige Christianisierung der litauischen Großfürsten und deren Aufstieg zu polnischen Königen.
Unter Konrad wurden erste Anzeichen einer Krise des Ordensstaates sichtbar; verstärkt durch die Pestepidemie von 1383 sowie Überschwemmungen, Missernten, Rückgang der Fischfangergebnisse und Rückgang des Handels mit Polen.
Konrad starb in Christburg.  Sein Leichnam wurde auf der Marienburg im Mausoleum der Hochmeister unter der Kapelle St. Anna beigesetzt.